# Bissau, Rajasthan
Bissau là một thành phố và khu đô thị của quận Jhunjhunun thuộc bang Rajasthan, Ấn Độ.

## Địa lý
Bissau có vị trí 28°15′B 75°05′Đ / 28,25°B 75,08°Đ Nó có độ cao trung bình là 292 mét (958 foot).

## Nhân khẩu
Theo điều tra dân số năm 2001 của Ấn Độ, Bissau có dân số 21.133 người. Phái nam chiếm 51% tổng số dân và phái nữ chiếm 49%. Bissau có tỷ lệ 60% biết đọc biết viết, cao hơn tỷ lệ trung bình toàn quốc là 59,5%: tỷ lệ cho phái nam là 70%, và tỷ lệ cho phái nữ là 50%. Tại Bissau, 18% dân số nhỏ hơn 6 tuổi.